# Letters on Geology
Letters on Geology (deutsch: Geologische Briefe) ist der Titel einer Sammlung von Auszügen aus Briefen, die Charles Darwin während seiner bis Anfang Oktober 1836 dauernden, fast fünfjährigen Reise mit der Beagle an seinen Mentor und Freund John Stevens Henslow schickte.

## Entstehungsgeschichte
Henslow hatte Darwin im August 1831 für die Teilnahme an der Vermessungsexpedition mit der Beagle unter Kapitän Robert FitzRoy empfohlen. Der knapp 23-jährige Darwin verließ am 27. Dezember 1831 mit der Beagle den Hafen bei Plymouth. Während der fast fünfjährigen Fahrt umsegelte er einmal die Welt. Seine Beobachtungen während dieser Zeit hielt er in zahlreichen Briefen fest, von denen er viele auch an Henslow schickte.
Ohne Wissen Darwins verlas Henslow Ende 1835 vor der Cambridge Philosophical Society Auszüge aus den an ihn gerichteten Briefen. Er ließ diese auf eigene Kosten drucken und verteilte die Letters on Geology privat. Henslow sorgte mit dieser Veröffentlichung schon vor der Rückkehr Darwins für dessen Anerkennung in wissenschaftlichen Kreisen. Zu den Ersten, die das Buch erhielten, gehörte Darwins Vater Robert Darwin, der über das Buch sehr erfreut war.
Von Henslows Verstoß erfuhr Darwin erst am 1. Juni 1836 durch einen vier Monate zuvor abgesendeten Brief seiner Schwester Emily Catherine. Besorgt schrieb er ihr zwei Tage später zurück:

„I have been a good deal horrified by a sentence in your letter where you talk of 'the little books with the extracts from your letters'. I can only suppose they refer to a few geological details. But I have always written to Henslow in the same careless manner as to you; & to print what has been written without care & accuracy, is indeed playing with edge tools. But as the Spaniard says, 'No hay remedio'.“

„Ich war von einem Satz in deinem Brief ziemlich entsetzt, in dem du von 'dem kleinen Buch mit Auszügen aus deinen Briefen' sprichst. Ich kann nur annehmen, dass sich diese auf einige wenige geologische Details beziehen. Ich habe jedoch an Henslow immer in derselben sorglosen Weise geschrieben wie dir; etwas zu drucken, was ohne Sorgfalt und Genauigkeit geschrieben wurde, ist freilich wie mit scharfen Werkzeugen zu spielen. Doch wie der Spanier sagt: 'No hay remedio - da kann man nichts machen'.“

## Inhalt
Das Vorwort von Letters on Geology ist auf den 1. Dezember 1835 datiert. Darin schrieb Henslow:

„The opinions here expressed must be viewed in no other light than as the first thoughts which occur to a traveller respecting what he sees, before he has had time to collate his Notes, and examine his Collections, with the attention necessary for scientific accuracy.“

„Die hier dargestellten Ansichten dürfen in keinem anderen Licht betrachtet werden, als dass es die ersten Gedanken sind, die einem Reisenden bezüglich dessen, was er sieht, in den Sinn kommen, bevor er Zeit hat, mit der Aufmerksamkeit, die für wissenschaftliche Genauigkeit nötig ist, seine Notizen zu ordnen und seine Sammlungen zu begutachten.“

Die publizierten Auszüge umfassten nur wenige geologische Beobachtungen. Sie boten hingegen einen Einblick in Darwins naturwissenschaftliche Beobachtungen und Expeditionen in das Landesinnere. Henslow veröffentlichte Auszüge aus folgenden Briefen:
| Datum                                      | Ort                                                        | Weblink (englisch)  |
| ------------------------------------------ | ---------------------------------------------------------- | ------------------- |
| 18. Mai und 16. Juni 1832                  | Rio de Janeiro                                             | Vollständiger Brief |
| [23. Juli –] 15. August 1832               | Montevideo                                                 | Vollständiger Brief |
| [26. Oktober –] 24. November 1832          | Montevideo                                                 | Vollständiger Brief |
| 11. April 1833                             | auf See (Unterwegs von den Falklandinseln nach Montevideo) | Vollständiger Brief |
| 18. Juli 1833                              | Río de la Plata                                            | Vollständiger Brief |
| 12. November 1833                          | Montevideo                                                 | Vollständiger Brief |
| März 1834                                  | Ostfalkland                                                | Vollständiger Brief |
| 24. Juli, 28. Oktober und 7. November 1834 | Valparaíso                                                 | Vollständiger Brief |
| [10.–13.] März 1835                        | Valparaíso                                                 | Vollständiger Brief |
| 18. April 1835                             | Valparaíso                                                 | Vollständiger Brief |

## Nachweise